# Anna-Teresa Tymieniecka

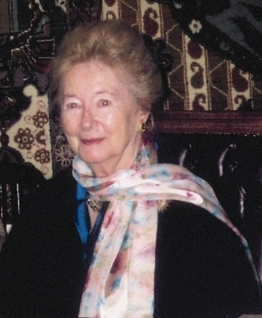
Anna-Teresa Tymieniecka, Dezember 2005

Anna-Teresa Tymieniecka (* 28. Februar 1923 in Marianowo, Polen; † 7. Juni 2014) war eine polnisch-US-amerikanische Philosophin, Phänomenologin,  Präsidentin des World Phenomenology Institute und Herausgeberin (seit seiner Gründung in den späten 1960er Jahren) der Buchreihe Analecta Husserliana. Eine mehr als dreißig Jahre währende Freundschaft sowie wissenschaftliche Zusammenarbeit verband sie mit Karol Wojtyła, dem Erzbischof von Krakau und Papst Johannes Paul II.

## Bildung und Lehrtätigkeit
Anna-Teresa Tymieniecka wurde in Marianowo bei Mława in einer aristokratischen polnisch-französischen Familie geboren. Ihr Kontakt mit der Philosophie begann schon in jungen Jahren mit dem Lesen der grundlegenden Arbeiten von Kazimierz Twardowski, dem Gründer der Lemberg-Warschau-Schule. Außerdem las sie Werke von Platon und Henri Bergson, in dessen Werke sie von ihrer Mutter, Maria-Ludwika de Lanval Tymieniecka eingeführt wurde.
Nach dem Ende des Zweiten Weltkriegs nahm sie ein Studium der Philosophie an der Jagiellonen-Universität in Krakau auf. Ihre Lehrer waren Roman Ingarden, Schüler von Kazimierz Twardowski und Edmund Husserl. Gleichzeitig studierte sie an der Krakauer Akademie der Bildenden Künste.
Nach Abschluss der Hochschule innerhalb von zwei Jahren setzte sie ihre Studien in der Schweiz unter anderem bei dem polnischen Philosophen und Logiker Joseph Maria Bocheński an der Universität Fribourg fort. Ihre Doktorarbeit, die sich mit Untersuchungen der Grundlagen der Phänomenologie in den philosophischen Arbeiten von Nicolai Hartmann und Roman Ingarden  befasste, wurde 1957 als Essence and Existence („Wesen und Dasein“) veröffentlicht. Sie erhielt ihren zweiten Doktorgrad 1951 in Französischer Philosophie und Literatur an der Sorbonne.
Weitere Forschungen unternahm sie in den Jahren 1952–1953 auf dem Gebiet der Sozial- und Politikwissenschaften am Collège d’Europe im belgischen Brügge. Von da an  begann Tymieniecka ihren eigenen Weg in der Philosophie, indem sie eine besondere phänomenologischen Haltung entwickelte.
Im Jahr 1956 heiratete sie Hendrik Houthakker, Professor für Ökonomie an der Universität Stanford (1954–1960) und der Harvard University (seit 1960) und Mitglied von Präsident Nixons Council of Economic Advisers 1969–1971.
Sie war Assistant Professor in Mathematik am Oregon State College (1955–1956) und Assistant Professor an der Pennsylvania State University (1957). Die Jahre 1961–1966 verbrachte sie am Institut of Independent Study am Radcliffe College. 1972–1973 war sie Professorin für Philosophie an der New Yorker St. John’s University.
Im Jahr 1979 veröffentlichte sie in Zusammenarbeit mit Karol Wojtyła, der 1978 Papst Johannes Paul II. geworden war, eine englische Übersetzung von Wojtyłas Buch Osoba i czyn („Person und Tat“). Dieses Buch hatte Papst Johannes Paul II. ursprünglich in polnischer Sprache verfasst; es wurde ins Französische, Italienische, Deutsche, Spanische, Englische und andere Sprachen übersetzt.

## Freundschaft mit Karol Wojtyła
Zwischen Tymieniecka und Wojtyła, später Papst Johannes Paul II., begann 1973 eine Freundschaft, als er Erzbischof von Krakau war. Die Freundschaft dauerte bis zu seinem Tod. Tymieniecka hatte kritische Anmerkungen zu seinen philosophischen Essays geschrieben. Sie war seine Gastgeberin, als er im Jahr 1976 New England besuchte. Fotos zeigen sie zusammen beim Skifahren und auf Camping-Reisen. Über sein Buch „Liebe und Verantwortung“ sagte sie später: „Wer so über Liebe und Sexualität schreibt, der kann eigentlich nicht viel davon verstehen. … In sexuellen Dingen ist er unschuldig.“ Sie gab an, von ihm fasziniert gewesen zu sein.
Briefe, die er ihr schrieb, waren Teil einer Sammlung von Dokumenten, die an die Polnische Nationalbibliothek verkauft wurde. Nach Angaben der BBC hat die Bibliothek die Dokumente zunächst der Öffentlichkeit vorenthalten, weil der Heiligsprechungsprozess begonnen hatte. Im Februar 2016 gab die Bibliothek bekannt, dass die Briefe öffentlich gemacht werden. Im Februar 2016 wurde eine BBC-Dokumentation veröffentlicht, wonach Johannes Paul II. eine enge Beziehung zu Tymieniecka hatte. Die beiden hatten über 30 Jahre hinweg sehr persönliche Briefe ausgetauscht. Der Vatikan kommentierte die Dokumentation mit den Worten „mehr Rauch als Feuer“. Carl Bernstein, der erfahrene Journalist des Watergate-Skandals, und der Vatikan-Experte Marco Politi waren die ersten Journalisten, die mit Anna-Teresa Tymieniecka in den 1990er Jahren über ihre Bedeutung im Leben von Johannes Paul II. sprachen. Sie widmeten ihr 20 Seiten in ihrem 1996 erschienenen Buch His Holiness (Seine Heiligkeit). Befragt, ob sie jemals eine romantische Beziehung mit Johannes Paul II. „entwickelt hatte, was auch einseitig hätte sein können“ antwortete sie: „Nein, ich habe mich nie in den Kardinal verliebt. Wie hätte ich mich in einen Geistlichen mittleren Alters verlieben können? Außerdem bin ich eine verheiratete Frau.“
Tymieniecka besuchte den Papst zuletzt am Tag vor seinem Tod. Die Bedeutung dieser Beziehung sowohl für den Papst als auch für sie wird durch den dokumentierten intensiven Briefwechsel deutlich. Dennoch wurden sowohl die Existenz der Beziehung als auch die Person Anna-Teresa Tymieniecka durch den Vatikan ignoriert.

## Gründung der phänomenologischen Gesellschaften und des World Phenomenology Institute
Im Jahr 1969 gründete Tymieniecka die International Husserl and Phenomenological Research Society, im Jahr 1974 die International Society for Phenomenology and Literature, die International Society for Phenomenology and the Human Sciences im Jahr 1976, im Jahr 1993 die International Society of Phenomenology, Aesthetics, and Fine Arts (1993) und im Jahr 1995 die Sociedad Ibero-Americana de Fenomenologia. Die ersten drei Gesellschaften schafften die Grundlage für das World Institute for Advanced Phenomenological Research and Learning im Jahr 1976, später als The World Phenomenology Institute reorganisiert.
Die Initiative zu diesem Institut wurde unterstützt von Roman Ingarden, Emmanuel Levinas, Paul Ricoeur, und Hans-Georg Gadamer sowie von Herman Leo Van Breda, dem Direktor des Husserl-Archivs in Leuven (Belgien). Seit seiner Gründung blieb Anna-Teresa Tymieniecka langjährige Präsidentin des Instituts. In dieser Funktion des The World Phenomenology Institute organisierte sie zahlreiche phänomenologischen Kongresse, Konferenzen und Symposien.

## Analecta Husserliana
Seit ihrer Gründung im Jahr 1968 (wenn auch das erste Buch der Serie offiziell wohl erst 1971 erschien), war Tymieniecka die Herausgeberin der Buchreihe Analecta Husserliana: The Yearbook of Phenomenological Research (Analecta Husserliana: Das Jahrbuch der phänomenologischen Forschung), die auf die Entwicklung und Verbreitung von Edmund Husserls Ideen und phänomenologischen Ansatz zielte. Die Serie war die Fortsetzung des Jahrbuchs für Philosophie und Phänomenologische Forschung, das Husserl selbst herausgegeben hatte.

## Ausgewählte Werke
- Essence et existence: Étude à propos de la philosophie de Roman Ingarden et Nicolai Hartmann; Aubier, Editions Montaigne, Paris 1957
- For Roman Ingarden; nine essays in phenomenology M.Nijhoff, ’s-Gravenhage 1959
- Phenomenology and science in contemporary European thought. Vorwort von I. M. Bochenski; Farrar, Straus and Cudahy, New York 1962
- Leibniz’ cosmological synthesis; Van Gorcum, Assen 1964
- Why is there something rather than nothing? Prolegomena to the phenomenology of cosmic creation; Van Gorcum & Comp., Assen 1966
- Eros et Logos; Beatrice-Nauwelaerts, Paris 1972
- Logos and Life; Kluwer Academic, Dordrecht/Boston 1987–2000; Vier Bände